# هارلان جاكوبسون
هارلان جاكوبسون (بالإنجليزية: Harlan Jacobson)‏ هو مؤلف وناقد سينمائي وصحفي أمريكي، ولد في 15 فبراير 1949 في سينسيناتي في الولايات المتحدة.

## وصلات خارجية
- هارلان جاكوبسون على موقع روتن توميتوز (الإنجليزية)